# Dexia violovitshi
Dexia violovitshi là một loài ruồi trong họ Tachinidae.